# 켄드릭 샘슨

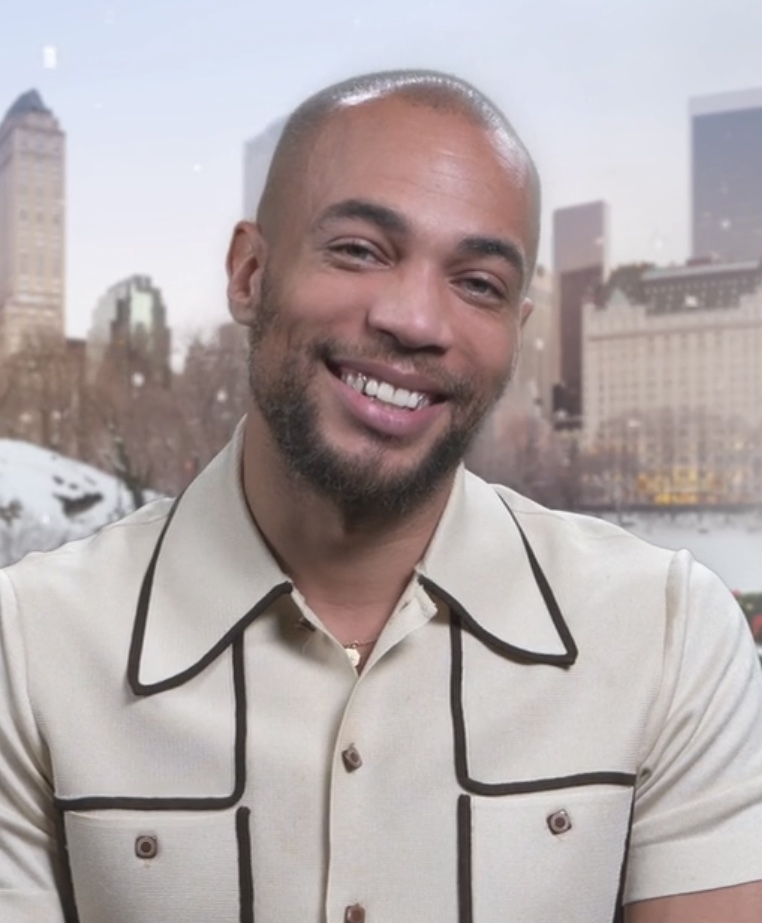

켄드릭 샘프슨(Kendrick Sampson, 영어 발음: /ˈsæmpsən/, 1988년 3월 8일 ~ )은 미국의 배우이다.
휴스턴에서 태어났다.

## 출연 작품

### 텔레비전
- 뱀파이어 다이어리 (2013)
- 그레이스포인트 (2014, Gracepoint)
- 범죄의 재구성 (2015-16)